# Robert Lawson

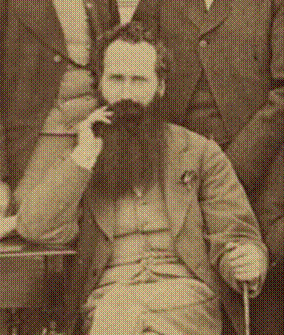
Robert Lawson

Robert Arthur Lawson (* 1. Januar 1833 in Newburgh, Schottland; † 3. Dezember 1902 in der Region Canterbury, Neuseeland) gilt als einer der einflussreichsten neuseeländischen Architekten des 19. Jahrhunderts. Ihm wird nachgesagt, dass er mit seinem umfangreichen Œuvre an neogotischen und klassizistischen Bauten das Aussehen neuseeländischer Städte im viktorianischen Zeitalter wie kein anderer prägte. Zu seinen Bauten zählen über vierzig Kirchen, darunter seine monumentale neogotische First Church in Dunedin sowie Neuseelands einzige sogenannte „Burg“ Larnach Castle. Neben einigen wenigen Bauten in Australien befinden sich die meisten, heute noch existierenden Gebäude in der Region rund um die neuseeländische Stadt Dunedin.
Heute wird Lawson als Architekt in Neuseeland sehr geschätzt. Zum Zeitpunkt seines Todes allerdings litt sein Ruf noch unter den Bauproblemen, die bei dem von ihm erbauten „Seacliff Lunatic Asylum“ aufgetreten waren. Das „Seacliff Lunatic Asylum“ war zum Zeitpunkt seiner Errichtung das größte Gebäude Neuseelands. Teile des Gebäudes waren jedoch bald nach der Fertigstellung aufgrund statischer Probleme nicht nutzbar. Im Jahre 1900, kurz vor seinem Tode, war Lawson von einem selbst auferlegten, zehnjährigen Exil nach Neuseeland zurückgekehrt, um seinen Ruf wiederherzustellen. Sein kurz darauf folgender Tod verhinderte jedoch seine vollständige Rehabilitierung. Die Wertschätzung, die ihm während seines Lebens verwehrt blieb, wurde ihm erst fast ein Jahrhundert nach seinem Tode gewährt, als man die Schönheiten der viktorianischen Architektur wiederentdeckte.

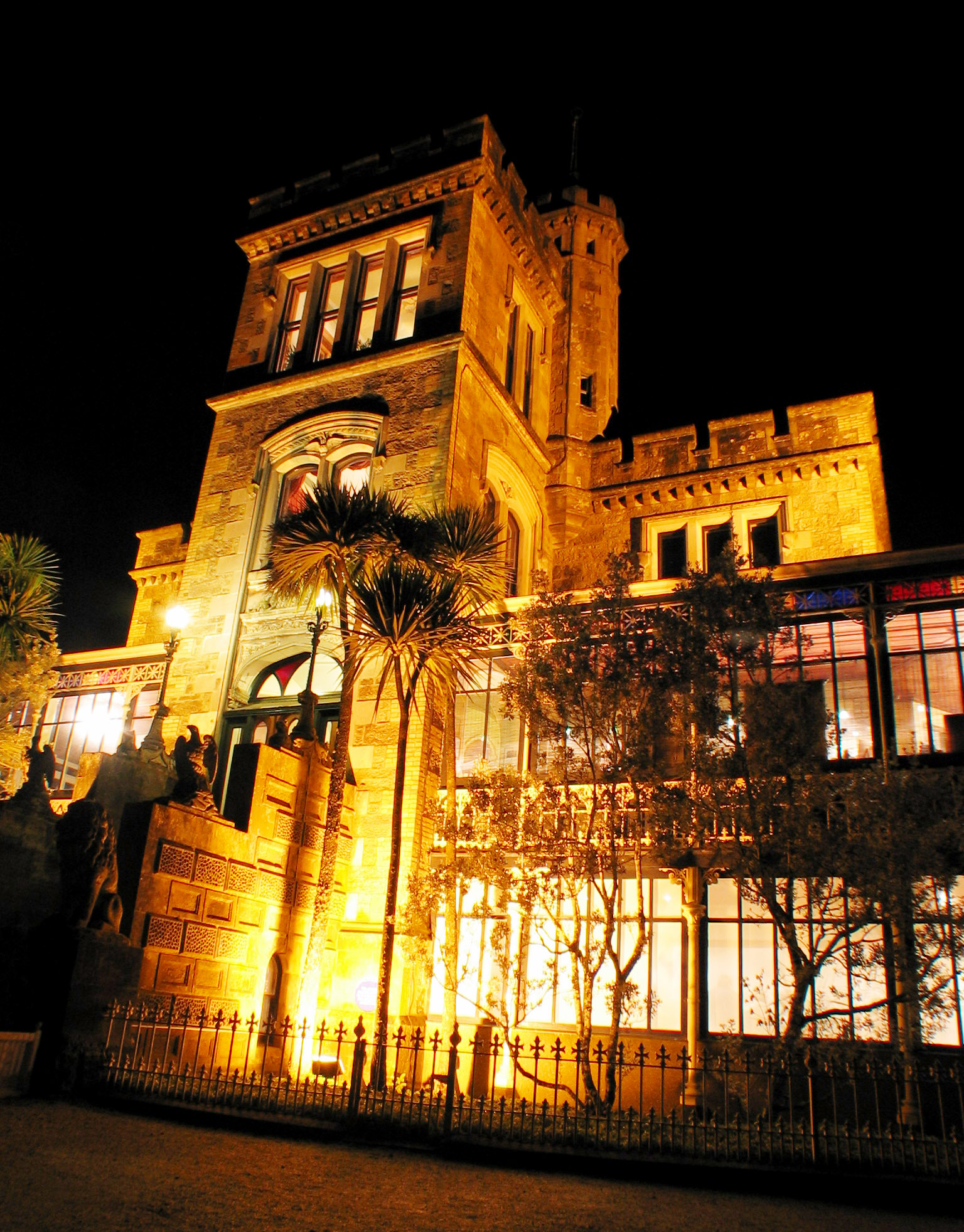
Larnach Castle bei Nacht - einer der bekanntesten Bauten von Lawson

## Leben

### Frühe Jahre
Robert Lawson war das vierte Kind von James Lawson, einem Schreiner und seiner Frau Margaret. Der junge Lawson besuchte zunächst eine lokale Pfarrschule. Er studierte daran anschließend zuerst in Perth (Schottland) und dann in Edinburgh bei James Gillespie Graham Architektur. Im Alter von 21 Jahren emigrierte er zuerst nach Melbourne, wo er am 16. Juli 1854 an Bord der Tongataboo ankam. Wie viele der nach Australien Emigrierten versuchte er sich in einer Reihe unterschiedlicher Berufe – darunter als Goldsucher und als Journalist. Als Architekt arbeitete er in dieser Zeit nur gelegentlich. Für die Stadt Steiglitz entwarf er in dieser Zeit beispielsweise ein Schulgebäude, dem 1858 ein weiteres folgte. Lawson erkannte verhältnismäßig schnell die geringen Erfolgschancen als Goldsucher und die Unsicherheit einer beruflichen Karriere als Journalist. Er entschied sich daher, wieder ausschließlich als Architekt zu arbeiten, und fand eine entsprechende Stelle in Melbourne.
In den frühen 1860er Jahren war Neuseeland sehr stark durch die in Großbritannien modernen Stilrichtungen geprägt. Der Architekt Benjamin Mountfort hatte bereits neugotische Bauten in der Provinz von Canterbury realisiert. Im Januar 1862 wurde ein Wettbewerb für einen Kirchenbau ausgeschrieben. Ausschreibungsobjekt war die presbyterianischen Hauptkirche First Church für die schnell wachsende Stadt Dunedin auf der neuseeländischen Südinsel. Dunedin hatte durch den 1861 einsetzenden Goldrausch einen starken wirtschaftlichen Aufschwung genommen, und die Einwohnerzahl dieser Stadt nahm stetig zu.
Lawson nahm an dem Wettbewerb für den Bauentwurf der Kirche unter dem Pseudonym Presbyter teil. Falls er ihn gewählt hatte, um die presbyterianischen Juroren zu beeindrucken, hatte seine Entscheidung Erfolg. Sein Entwurf wurde unter den eingereichten Vorschlägen ausgewählt. 1862 zog Lawson von Melbourne nach Dunedin und eröffnete sein eigenes Architekturbüro. First Church wurde 1874 fertiggestellt, und während ihrer Errichtung wurde Lawson mit dem Entwurf weiterer Kirchen, öffentlicher Gebäude und Wohnhäusern in der Umgebung von Dunedin beauftragt.
Während seiner Arbeit an der First Church lernte Lawson Jessie Sinclair Hepburn kennen, deren Vater George Hepburn Mitglied des Baurates für die Kirche war. Jessie Sinclair Hepburn und Robert Lawson heirateten im November 1864 und hatten in den folgenden Jahren vier gemeinsame Kinder. Während seines gesamten Lebens blieb Lawson ein überzeugter Presbyterianer, der später ähnlich wie sein Schwiegervater Mitglied des Kirchenvorstands der First Church wurde.
Obwohl vieler seiner frühen Arbeiten entweder zerstört oder stark verändert wurden, sind einige Pläne und Fotografien aus dieser Zeit erhalten geblieben, die zeigen, dass er in den Gebäuden dieser Zeit eine Reihe unterschiedlicher Baustile verwendete. Generell wechselte Lawson während seiner gesamten Karriere zwischen einem klassizistischen und neogotischen Stil. Der Stil und die Art seiner Architektur lassen sich am einfachsten an sechs seiner Arbeiten erläutern.

### Neugotische Arbeiten
Das britisch-protestantische Religionsverständnis war zu dieser Zeit noch stark von der anglo-katholischen Oxford-Bewegung beeinflusst. Diese hatte festgelegt, dass die Gotik beziehungsweise die Neogotik der einzige Architekturstil sei, der für einen Kirchenbau in Frage komme. Lawson hatte daher anders als Francis Petre, der in Christchurch bei den von ihm errichteten Kirchen auf Anregungen aus der italienischen Renaissance zurückgreifen konnte, nur ein begrenztes Formenrepertoire zur Verfügung. Die Stadt Dunedin war außerdem wenige Jahre vor Lawsons Ankunft in Neuseeland durch die Free Church of Scotland gegründet wurden, einer puritanischen Konfession, die nicht gerade für ihre Wertschätzung von Ornamenten und Verzierungen bekannt war und auch der Architektur der mehr katholischen Länder ablehnend gegenüberstand.
Lawsons Arbeit im Stil der Neugotik war ähnlich wie der meisten anderen Architekten seiner Zeit von der Arbeit und der Architekturphilosophie von Pugin beeinflusst. Den von Pugin propagierten Architekturstil passte er jedoch noch weiter dem schlichten und schmucklosen Gottesdienst der Presbyterianer an. Das Fehlen elaborierter liturgischer Rituale machte einen großen Altarraum unnötig. So sind bei Lawsons Bauten auch die Chorumgänge, die in traditionellen römisch-katholischen Kirchenbauten unter anderem die Marienkapelle und andere der Heiligenverehrung gewidmeten Kapellen aufnahmen, nur angedeutet. Insgesamt entwarf Lawson über vierzig Kirchen im neogotischen Stil. Wie bei den Bauten von Benjamin Mountfort waren einige Holzbauten darunter. Die meisten wurden jedoch in Stein errichtet.

#### First Church, Dunedin, 1862

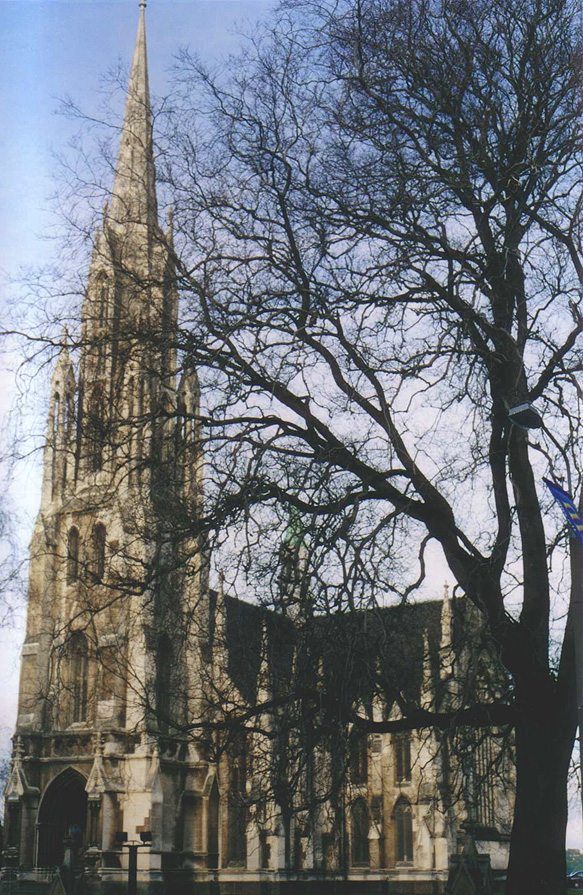
First Church of Otago in Dunedin

Der Baubeginn an der First Church verzögerte sich, da die Stadtbehörde zu der Überzeugung gekommen war, dass der Hügel, auf dem die Kirche stehen sollte, mit seiner Höhe ein zu großes Verkehrshindernis in der schnell expandierenden Stadt Dunedin darstellte. Insgesamt sollten 12 Meter abgetragen werden und Lawson musste seine Entwürfe entsprechend anpassen. Trotzdem dominiert bis heute der Kirchturm mit seiner Höhe von 54 Metern Höhe den Stadtteil Lower Moray Place.
Der Turm ist ungewöhnlich, da er im oberen Drittel zweistöckige und spitzgiebelige Fenster aufweist, welche den Turm noch höher erscheinen lassen. Lawson war mit der ersten Bauausführung des Turmhelms unzufrieden gewesen, ließ ihn demontieren und ein zweites Mal errichten. Mit ihrem äußeren Erscheinungsbild erinnert die First Church an die späten normannischen Kathedralen Englands – wenn auch in einem kleineren Maßstab. So ist die Apsis mit Maßwerk und kleinen Türmen gekrönt, die Fassade weist ein großes Rosettenfenster auf. In ihrem gesamten Erscheinungsbild erinnert die Kirche an europäische Bauwerke der Gotik. Einige der Mitglieder der presbyterianischen Gemeinde fanden diesen Baustil zu extravagant. Tatsächlich ist die römisch-katholische Kirche, die Francis Petre 1871 für die katholische Gemeinde in Dunedin errichtete, in ihrem äußeren Erscheinungsbild erheblich schlichter.
Die Ähnlichkeit zu den großen gotischen Kirchen Europas endet jedoch an der Eingangstür zum Kirchenschiff. Statt der steinernen Kreuzgewölbe, die für die normannischen Kathedralen typisch sind, hat die Kirche eine schlichte Holzdecke. Ein schlichter steinerner Bogen trennt das Langhaus vom Chor mit der Predigtkanzel. Das Licht im Kircheninneren ist diffus, da Lawson alle Fenster mit Glasmalerei ausstatten ließ. Die Verwendung von Glasmalerei – typisch für europäische Kirchen der Gotik – ist ein weiteres Merkmal der Arbeit von Lawson. Solche Fenster finden sich auch bei der von Lawson errichteten Wesleyan Kirche in Dunedin, die heute als Theater genutzt wird, der Tokomairiro Presbyterian Church in Milton und bei der Knox Church im Norden Dunedins. Knox Church gleicht in vielem einer simplifizierten und vereinfachten Version der First Church. Bis zu 1000 Personen finden dieser Kirche Platz, die noch heute das nördliche Ende von Dunedins Hauptstraße George Street dominiert.

#### Larnach Castle 1871

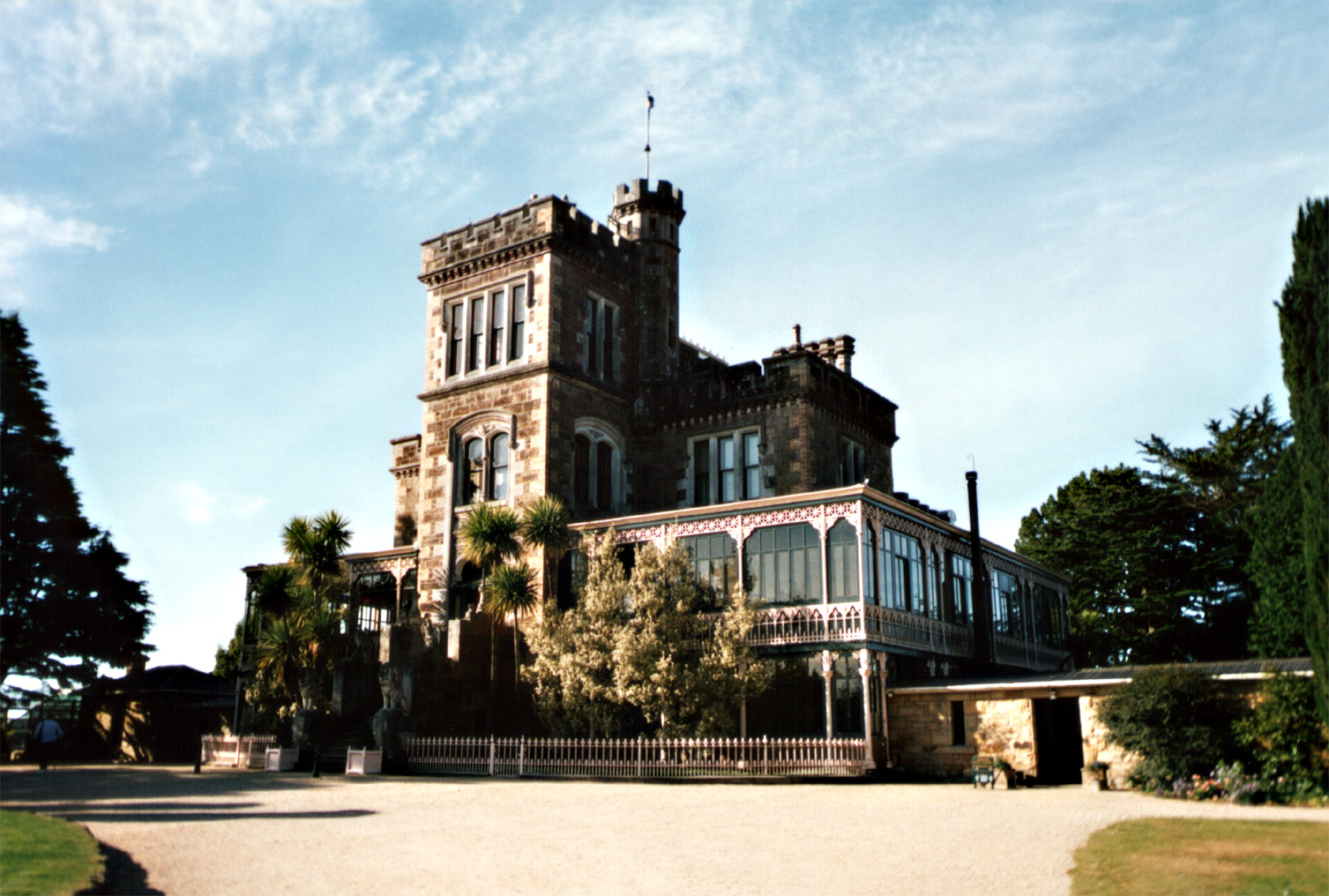
Larnach Castle

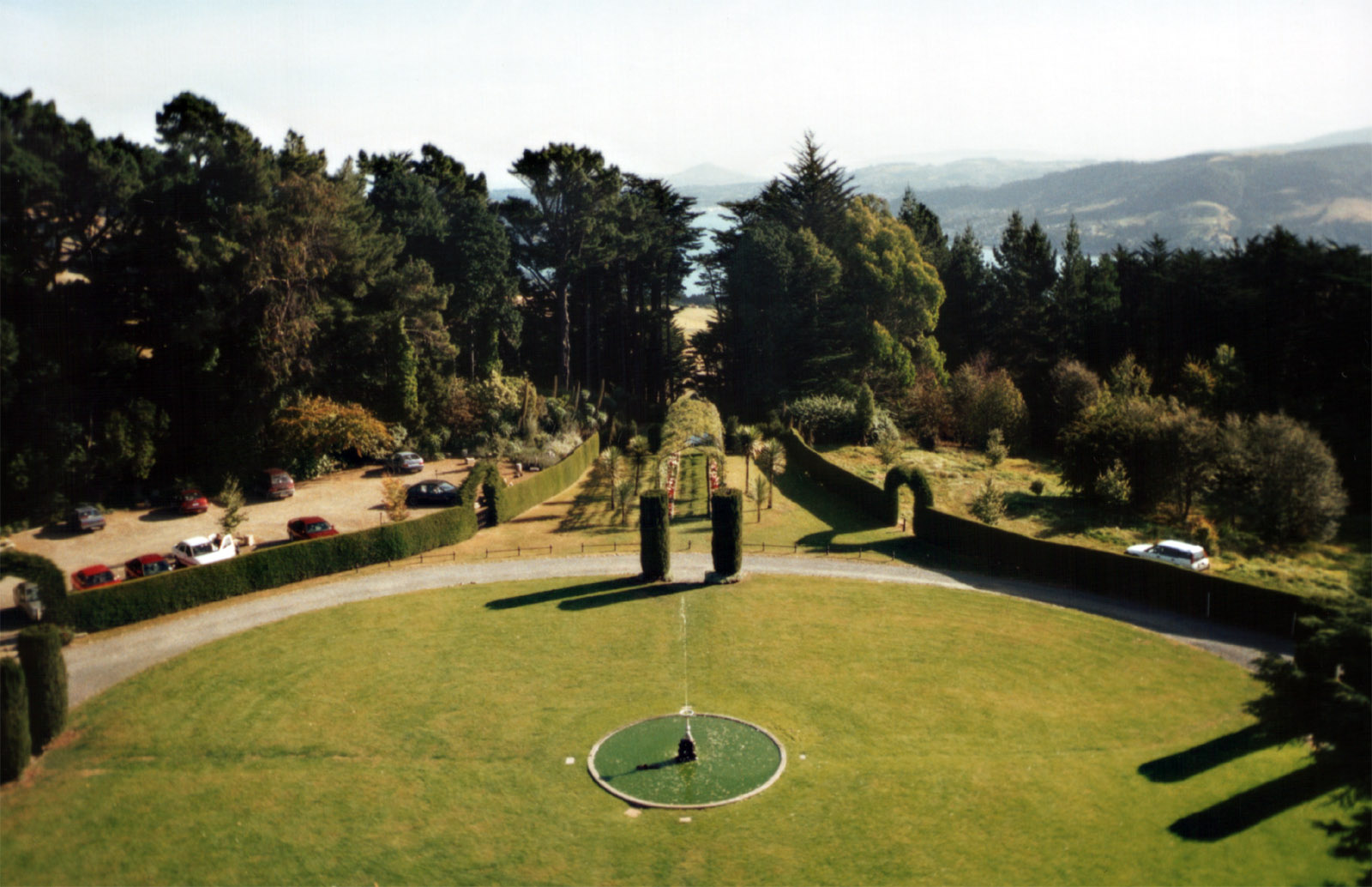
Ausblick von Larnach Castle nach Westen

Lawson entwarf mehrere große Villen, von denen die bekannteste zuerst The Camp genannt wurde, heute aber unter dem Namen Larnach Castle bekannt ist. Sie wurde 1871 für den Geschäftsmann und Politiker William Larnach gebaut. Die Villa rühmte man nach ihrer Fertigstellung als eines der elegantesten und beeindruckendsten Privathäuser Neuseelands. Larnach Castle wird heute gelegentlich als plumpes Gebäude kritisiert, dessen einzelne Bestandteile nicht miteinander harmonieren. Die Villa liegt auf einer Anhöhe an der Küste, von dem man sowohl die Otago Halbinsel als auch den Otago Hafen übersehen kann.
Die lokale Folklore behauptet, dass Larnach habe selbst seine Villa nach dem Vorbild von Castle Forbes, dem Wohnhaus seines Vaters in Baroona, Australien entworfen. Die Pläne für das Haus stammen aber ohne Zweifel aus Lawsons Architekturbüro. Das heute nicht mehr existierende Castle Forbes gehörte Larnachs Großvater, dem berüchtigten James Mudie. William Larnach war nicht dort, sondern in Rosemont, einem Haus auf dem Anwesen seines Großvaters groß geworden und wenn dieses auch mit seinen Veranden und Türmen heute an Castle Larnach erinnert, so sind diese Hinzufügungen aus den 1890er Jahren.
Die Architektur von Larnach Castle wird gelegentlich als schottischer Baronialstil bezeichnet. Das trifft aber nicht ganz zu; es ist mit seiner Kombination aus einem an einen gotischen Wohnturm erinnernden Mittelteil und den beiderseits davon befindlichen verglasten Veranden mit den gusseisernen Trägern ein typisches Bauwerk der viktorianischen Zeit. Nur die Mittelfassade mit den Gesimsbändern, den hohen, schmalen Fenstern, dem Zinnenkranz und dem kleinen Aussichtsturm auf dem Flachdach verleiht der Villa ihr burgähnliches Erscheinungsbild. Das Innere des Gebäudes war nicht weniger aufwendig. Der verarbeitete Marmor und das verwendete venezianische Glas wurden aus Europa importiert. 200 Männer bauten drei Jahre an der Villa und zwölf weitere Jahre dauerte es, bis die Inneneinrichtung fertig war. 1884 wurde die Villa durch einen 3.000 Quadratmeter großen Ballsaal ergänzt. Larnach Castle war nicht der einzige Auftrag, den Lawson von dem neuseeländischen Geschäftsmann und Politiker erhielt. Nachdem Larnachs erste Frau 1880 gestorben war, beauftragte er Lawson eine Miniaturversion von First Church als Familienmausoleum zu errichten.

#### Otago Boys’ High School, 1885

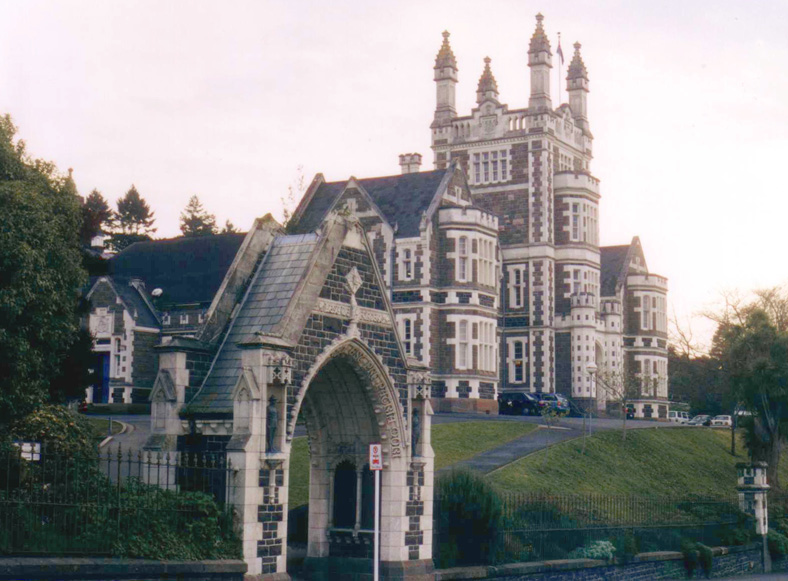
Otago Boys’ High School

Die Gebäude der Otago Boys’ High School wurden 1885 fertiggestellt. Auch dieses Gebäude wird häufig als neogotisch bezeichnet. Da hier jedoch mehrere Stilelemente aus Renaissance, des Tudorstils und der Gotik verwendet werden, ist die Bezeichnung Historismus die zutreffendere. Der Historismus ist typisch für das späte 19. Jahrhundert. Die wahlweise Anwendung, Abwandlung und Kombination der jeweils geeigneten Elemente verschiedener historischer Stile erleichterte die Anpassung an neue Bauaufgaben und neue Konstruktionsweisen, die die Industrialisierung mit sich brachte.
Die Otago Boys’ High School galt lange Zeit als eine der besten Bauten in Dunedin. Der Architekt Nathaniel Wales allerdings beschrieb 1890 die Schule mit ihren zahlreichen Türmen und Türmchen als halb-eklektisches Gebäude im heimischen Tudorstil einer mittelalterlichen Architektur. Anders als Larnach Castle wirkt die Schule nicht burgähnlich; Alle Türme sind mit Steingeländern verziert. Im höchsten Turm sind vier Schornsteine untergebracht; deren Schlote durch kleine Ecktürmchen verdeckt sind. Dieses Verstecken von Schornsteinen ist wie die Verwendung von Steingeländern anstelle von Zinnen ein typisches Merkmal der französischen Renaissance-Schlösser an der Loire. Ähnlichkeiten bestehen zu den Brückentürmen der Tower Bridge, die im Jahre 1884 fertiggestellt worden war.

### Klassizistische Bauten
Lawson hat seine klassizistischen Gebäude überwiegend im Auftrag von Behörden oder für Unternehmen erbaut.

#### Nationalbank, Oamaru 1871

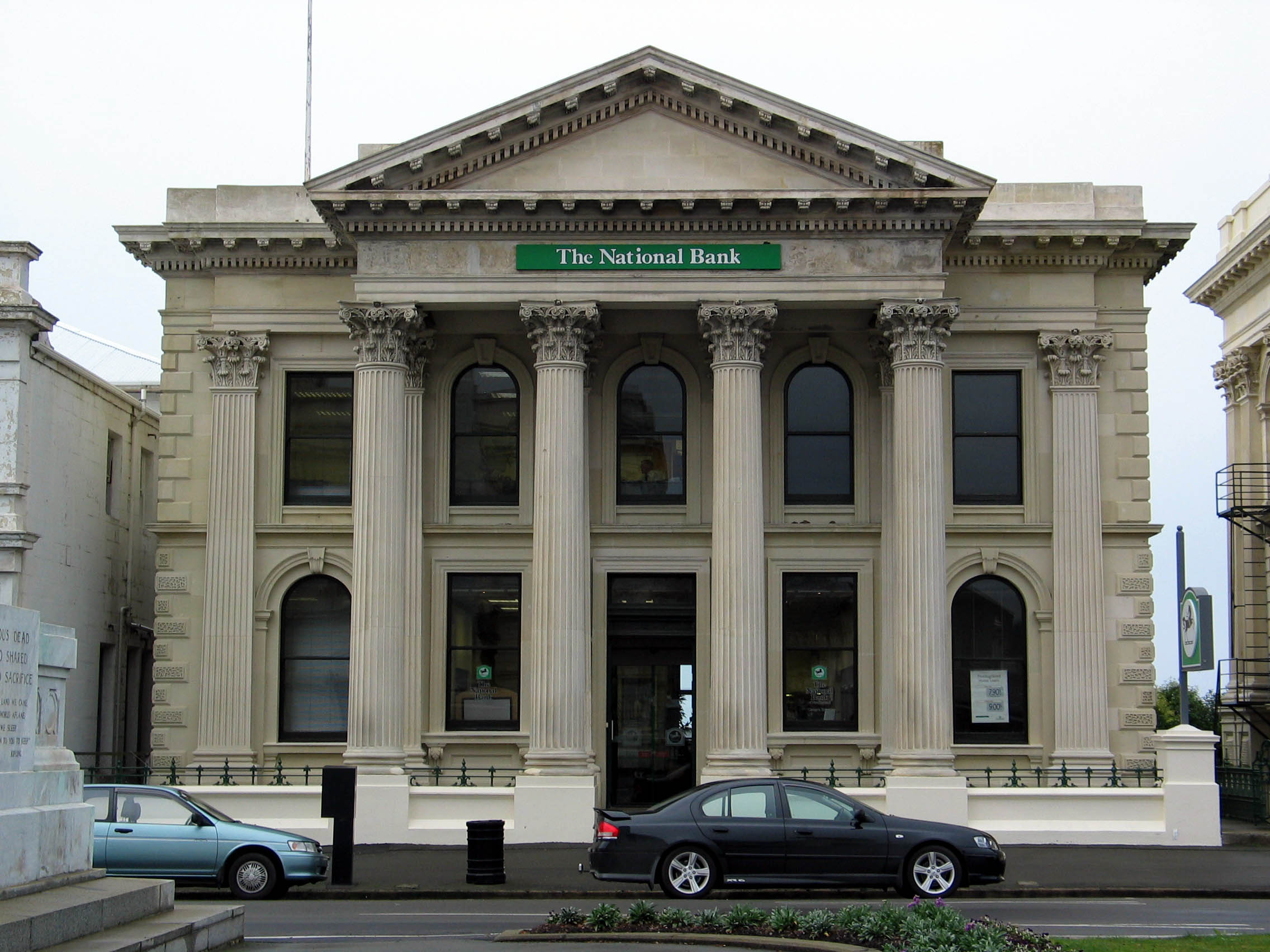
Nationalbank von Oamaru

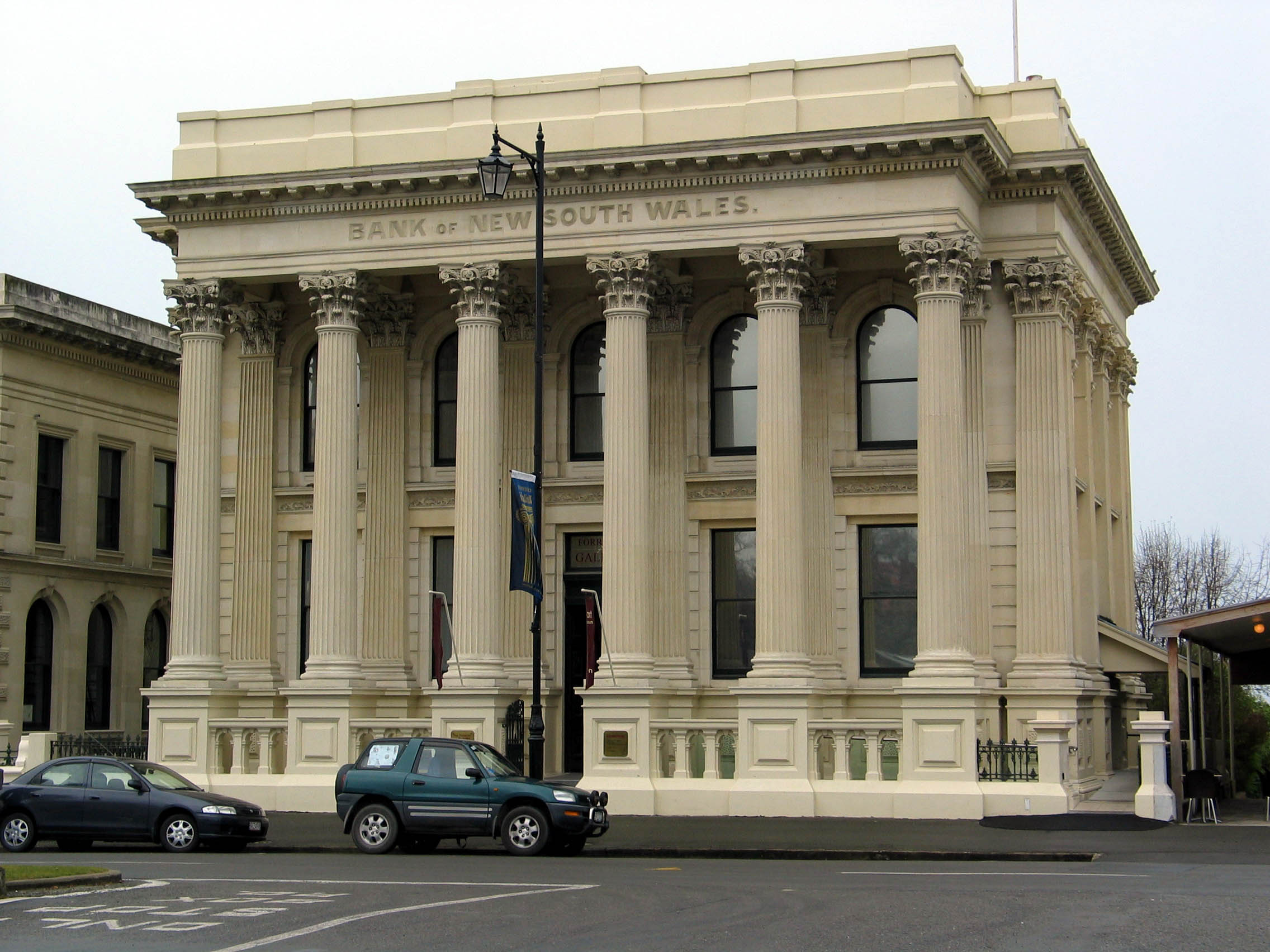
Bank of New South Wales

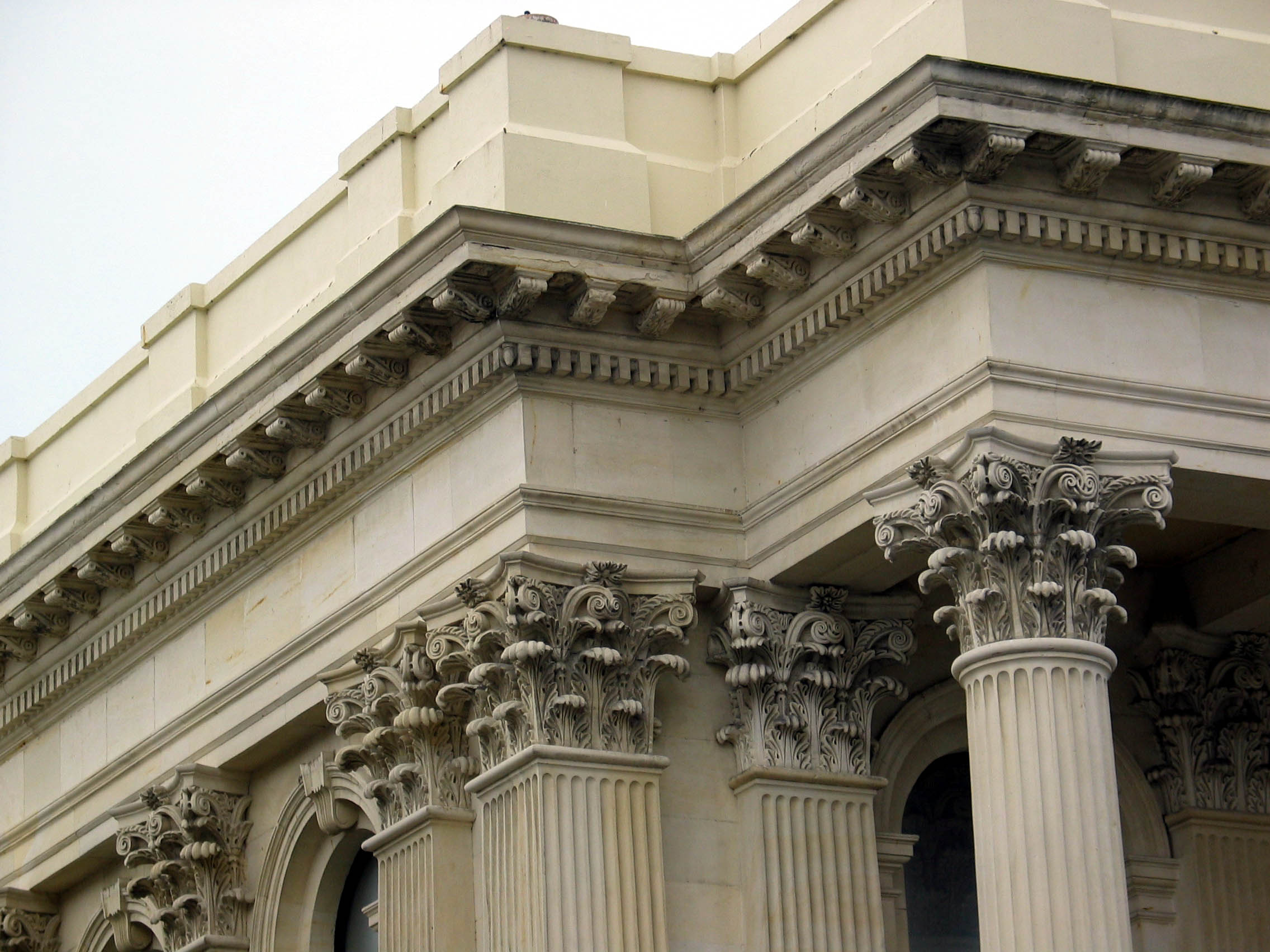
Bank of New South Wales, Detailsicht

Die frühere Nationalbank in Oamaru, die 1871 fertiggestellt wurde, gilt als einer der besten Bauten, die Lawson im klassizistischen Stil errichtete. Dem Gebäude vorgelagert ist ein perfekt proportionierter Portikus, dessen Dreiecksgiebel durch vier korinthische Säulen gestützt ist. Er verleiht dem Gebäude ein tempelähnliches Aussehen. Das quadratische Hauptgebäude weist fünf Fensterachsen auf, die drei zentralen Fensterachsen liegen dabei hinter dem Portikus. Die Proportionen der Hauptfassade weisen eine Symmetrie auf, wie sie für den Palladianismus typisch ist. Anders als bei den Gebäuden, die von Andrea Palladio errichtet wurden, sind jedoch die beiden Etagen des Gebäudes gleichwertig. Der einzige Unterschied zwischen den beiden Etagen besteht darin, dass ursprünglich alle Fenster des Erdgeschosses mit Rundbögen abschlossen, während die gleich großen Fenster der zweiten Etage einen geradlinigen Abschluss haben. Von allen klassizistischen Gebäuden Lawsons ist die Nationalbank in Oamaru der konventionellste Bau. Er hält sich hier eng an die klassischen Regeln der Architektur, die Palladio in seinem Lehrbuch I Quattro Libri dell’Architettura festlegte. Mit zunehmendem Erfolg als Architekt wurde Lawson mit seinen klassizistischen Entwürfen mutiger – nicht immer war er jedoch in der Lage, mit seinen späteren Gebäuden eine vergleichbare elegante Harmonie wie bei dem Gebäude der Nationalbank zu erreichen.
Parallel zu den Arbeiten an der Nationalbank arbeitete Lawson an dem architektonisch völlig andersartigem Larnach Castle. Lawson war offenbar in der Lage, unterschiedliche historische Stile entsprechend den Wünschen seiner Bauherren anzuwenden. Damit unterscheidet er sich von vielen Architekten, die – sofern sie nicht gänzlich in nur einem Stil bauen – sich im Laufe ihrer beruflichen Laufbahn von einem Stil zu dem anderen wechseln.

#### Bank of New South Wales, 1883
Das Gebäude der Bank of New South Wales wurde 1883 entworfen. Es handelt sich um ein neoklassizistisches Gebäude, dessen Kalksteinfassade von einem großen, sechs-säuligen Portikus dominiert wird. Der Architrav trägt die Inschrift Bank of New South Wales, der darüber liegende Fries ist leer geblieben. Das Gebäude gilt architektonisch als weniger gelungen als das benachbarte Gebäude der Nationalbank. Der Wunsch der Bauherren war es ursprünglich, dass das Gebäude imposanter wirken sollte als das der Nationalbank. Lawson ist dies allerdings nicht gelungen. Durch die Steingeländer, die die Säulen an ihrem Ende miteinander verbinden, wird der gradlinige Effekt dieses klassizistischen Gebäudes zunichtegemacht: Das Geländer lässt das Gebäude gedrungen erscheinen. Dieser Effekt wird noch durch die Fenster des Gebäudes verstärkt. Die gradlinig abgeschlossenen Fenster des Erdgeschosses und die mit einem Rundbogen endenden Fenster des oberen Geschosses sind überproportional groß und zerstören dadurch den Tempel-Effekt, der durch den großen Portikus erzeugt werden sollte. Das Gebäude ist bis heute unverändert geblieben und dient derzeit als Kunstgalerie.

#### Das Star and Garter Hotel

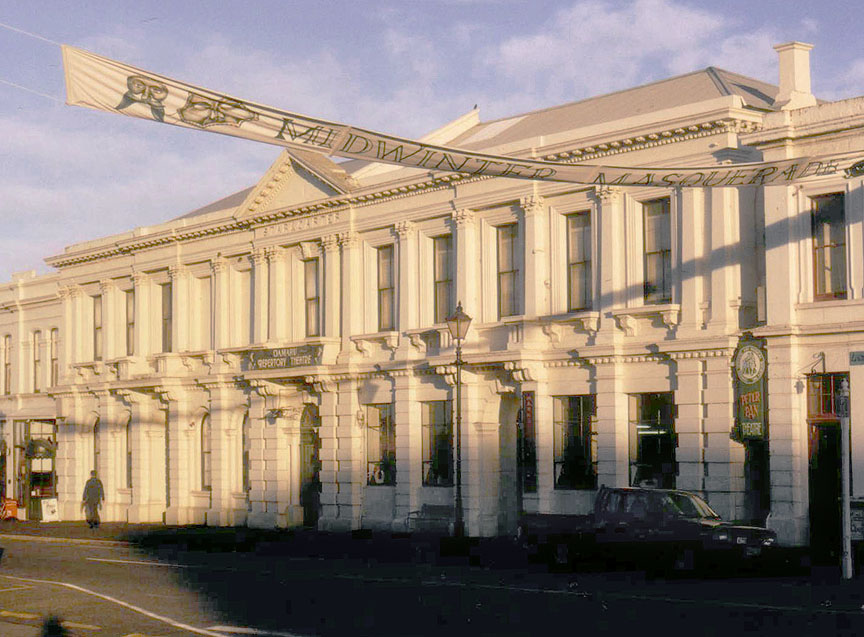
Das frühere Star and Garter Hotel

Das lang gestreckte und nur zweistöckige Star and Garter Hotel gilt als das ambitionierteste klassizistische Gebäude Lawsons. Hier verzichtete er auf die Verwendung von tempelartigen Säulen oder einem Portikus, wie sie für den Palladianismus typisch sind. Stattdessen ließ er sich von den manieristischen Palästen Italiens anregen, wie sie sich in der Nachfolge Michelangelos im Italien des 16. Jahrhunderts als Gegenbewegung zu den überladenen Gebäuden der Hochrenaissance entwickelten. Ähnlich wie diese Paläste weist das Hotel auch ein Erdgeschoss aus etwas grober bearbeiteten Steinen auf. Durch Gesimsbänder getrennte Halbsäulen rahmen die Fenster beider Etagen. Die obere Etage ist dabei kein piano nobile, wie es für pallidianische Villen üblich war, bei denen diese Etage vor allem für repräsentative Zwecke genutzt wurde. Entsprechend dem Zweck des Gebäudes sind hier beide Etagen gleichwertig.
Wie bei anderen Gebäuden Lawsons ist auch das Star and Garter Hotel letztendlich ein Hybrid unterschiedlicher klassizistischer Stile, die hier von Lawson meisterlich kombiniert wurden. Seit der Fertigstellung des Hotels sind viele seiner Fenster zugebaut oder vergrößert worden. Diese Veränderungen haben den architektonischen Effekt, den Lawson einst mit diesem Gebäude schuf, stark verändert. Heute wird das ehemalige Hotel zu einem großen Teil von einer Theatergruppe genutzt. Am östlichen Ende des Gebäudes befindet sich ein Restaurant, das noch den Namen des ehemaligen Hotels trägt.

### Der Karriereeinbruch

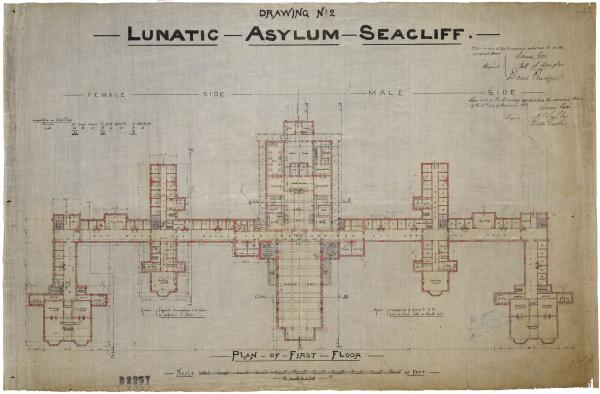
Der Bauplan des Seacliff Lunatic Asylum

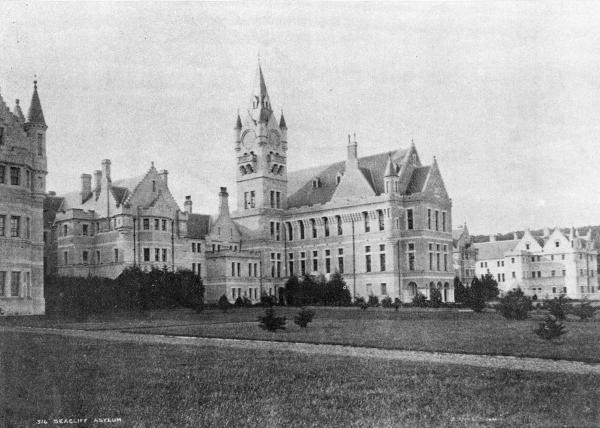
Der Bau

Das Jahr 1882 stellt den Höhepunkt in Lawsons Karriere da. Nach dem Tod des bedeutenden neuseeländischen Architekten Benjamin Mountfort, der bis dahin architektonisch die städtebauliche Entwicklung von Christchurch dominierte, übertrug man ihm den Entwurf der Ausstellungshallen für die Weltausstellung, die 1882 in Christchurch stattfinden sollte. Dies führte dazu, dass man ihn auch mit dem Entwurf für das Opernhaus beauftragte – ein sehr ehrenvoller Auftrag. Dem folgte der Auftrag für das Seacliff Lunatic Asylum, einer Heilanstalt 28 km nördlich von Dunedin, der letztlich einen schweren Einbruch in der Karriere Lawsons nach sich zog.
Lawson arbeitete von 1874 bis 1884 an dem Entwurf und Errichtung der Psychiatrieklinik, die 500 Patienten und 50 Mitarbeiter beherbergen sollte. Bei Fertigstellung war das Gebäude das größte in Neuseeland. Alte Fotografien zeigen ein großes, grandioses Gebäude in einem neogotischen Stil, das mit seiner Üppigkeit fast an Neuschwanstein erinnert. Architektonisch war es Lawson extravagantestes und überschwänglichstes Gebäude. Die Otago Boys’ High School scheint im Vergleich dazu fast zurückhaltend und streng. Ecktürmchen ragen fast von jedem Gebäudewinkel in den Himmel. Der Dachgiebel wird von einem sehr großen Turm dominiert, den weitere Türmchen und ein großer Turmhelm ziert. Für das gewaltige Gebäude, dessen Länge 225 Meter und dessen Tiefe 67 Meter betrug, wurden 4,5 Millionen Ziegeln verbaut. Der große Turm, dessen Zweck es war, Ausbruchsversuche von Insassen zu entdecken, war fast 50 Meter hoch.
Bereits vor der Fertigstellung des Gebäudes waren erste Probleme mit der Statik zu erkennen. 1887 ereignete sich ein großer Erdrutsch, der den gesamten Nordflügel des Gebäudes unbenutzbar machte. Anfang 1888 wurde eine Untersuchungskommission damit beauftragt, die Ursachen für die Schäden an dem Gebäude festzustellen. Bereits im Februar erkannte Lawson, dass ihm juristische Konsequenzen drohten und er bat die Untersuchungskommission, ihn von einem Verteidiger unterstützen zu lassen. Während der Untersuchung wurden alle befragt, die mit der Errichtung des Gebäudes beschäftigt waren. Jeder von ihnen musste belegen, dass er über ausreichend Berufserfahrungen verfügte. Letztendlich war es jedoch Lawson als Architekt, der die Hauptverantwortung für dieses Gebäude trug und auf den sich die Schuldzuschreibung konzentrierte, als die Kommission ihre Befunde publizierte. Lawson wurde im Schlussbericht als nachlässig und inkompetent bezeichnet. Neuseeland erlebte zu dieser Zeit eine wirtschaftliche Rezession und Lawson musste feststellen, dass er keine Aufträge mehr erhielt. Nachdem er für eine kurze Zeit dem in Wellington ansässigen Architekten William Turnbull assistiert hatte, kehrte er 1890 nach Melbourne zurück.

### Die letzten Jahre
Nach dem Karriereeinbruch, den er durch das Debakel mit dem Seacliff Lunatic Asylum erlitten hatte, arbeitete Lawson nur noch selten alleine. In Melbourne ging er eine Partnerschaft mit dem Architekten Frederick Grey ein. Gemeinsam entwarfen sie Earlsbrae Hall, eine große neoklassizistische Villa in Essondon, Victoria. Von einigen Architekturhistorikern wird diese Arbeit als eine der Höhepunkte im Schaffen von Lawson bezeichnet. Von dieser Villa wird häufig behauptet, dass sie einem griechischen Tempel gleiche. Tatsächlich greift es erneut Anregungen des Palladianismus auf, aus dem sich auch die großen Landsitze auf den Plantagen der nordamerikanischen Südstaaten im späten 18. und frühen 19. Jahrhundert entwickelten. Während Lawson ohne Frage an dem Entwurf beteiligt war, lässt sich nicht eindeutig trennen, was an dem Entwurf auf Grey zurückgeht. Das Fundament des Gebäudes wurde bereits 1890 gelegt, dem Jahr, in dem Lawson nach Melbourne zurückkehrte. Es ist daher wahrscheinlich, dass Grey schon an dem Entwurf arbeitete, als Lawson sein Partner wurde – zumal das Bauland schon 1888 erworben worden war.
Einige Details im Entwurf weisen auf Lawson hin – so der korinthische Portikus, der dem gleicht, den er für die Nationalbank in Oamaru entwarf. Der Portikus ist hier allerdings größer und von zweistöckigen Veranden umgeben, wie Lawson sie auch für Larnach Castle baute. Zu weiteren Gebäuden, die während der Jahre entstanden, die Lawson in Melbourne verbrachte, zählt das Moran und Cato Kaufhaus in Fitzroy und die College Church in Parkville, die 1897 fertiggestellt wurde.
Im Jahre 1900, im Alter von 67 Jahren, kehrte Lawson aus seinem auferlegten 10-jährigen Exil nach Neuseeland zurück. In Dunedin ging er eine Partnerschaft mit seinem früheren Schüler J. L. Salmonde ein. Eine Reihe von Gebäuden wurden unter ihrem gemeinsamen Namen errichtet. Das Ziegelhaus Threave, das Lawson für Watson Shennan an der High Street baute, war Lawsons letzte Arbeit. Threave hat besonders reiche Veranden im neogotischen Stil, ist aber heute bekannter für seine Gärten als für seine Architektur.
Am 3. Dezember 1902 starb Lawson plötzlich. Den Schaden, den sein Ruf durch das Seacliff Lunatic Asylum erlitten hatte, hatte er teilweise wiedergutmachen können. Man hatte ihn kurz zuvor zum Vizepräsidenten des Otago Institute of Architects gewählt.

## Nachwirkung
Robert Lawson war ein typischer Architekt seiner Zeit, der Gebäude in den damals populären Baustilen entwarf. Britische Emigranten nach Australien und Neuseeland wünschten eine Architektur, die sie an ihre Heimat erinnerten. Es ist daher nicht erstaunlich, dass Lawson so viele neogotische und klassizistische Gebäude entwarf. Lawsons besondere Fähigkeit bestand darin, dass er in der Lage war, verschiedene historische Baustile miteinander zu kombinieren und dabei Gebäude zu schaffen, die mehr als eine Wiederholung früherer Baustile war. Seine Entwürfe waren sowohl den klimatischen Bedingungen neuen Heimat als auch den lokal vorhandenen Baumaterialien angepasst. Neben Holz verarbeitete er besonders gerne den Kalkstein, den man in Oamaru fand und zog diesen den ebenfalls in guter Qualität vorhandenen Ziegelsteinen vor.
Zu Lebzeiten Lawsons waren sowohl die Neogotik als auch der Klassizismus vorherrschende Baustile. Seine Kirchenbauten errichtete er ausschließlich für protestantische Glaubensgemeinschaften, die Bauten im neogotischen Stil wünschten. Seine größten Bauten sind daher in diesem Baustil realisiert. First Church, die gleichzeitig sein erster großer Bau war, gilt darunter als sein Meisterwerk. Seine klassizistischen Bauten, die kompetent und meisterlich ausgeführt sind, sind auf kleinere, meist öffentliche Gebäude beschränkt.
Heute sind die meisten Gebäude Lawsons entweder zerstört oder stark umgebaut worden. Zwei seiner neogotischen Holzkirchen aus dem Jahre 1870 und 1881 existieren noch in Kakanui und East Gore. Sie, wie die weiter oben beschriebenen Gebäude, haben dazu beigetragen, dass Lawsons Ruf als Architekt trotz der Bauprobleme mit dem Seacliff Lunatic Asylum heute wieder rehabilitiert ist. Heute gilt er als einer der besten neuseeländischen Architekten des 19. Jahrhunderts. Das New Zealand Institute of Architects hat zur Erinnerung an Lawson eine Vorlesungsreihe namens R.A. Lawson Lecture gestiftet, zu der einmal jährlich jeweils einer der bekanntesten Architekten nach Dunedin eingeladen werden.

## Bauwerke von Lawson
Bei einer Reihe von Gebäuden auf der Südinsel von Neuseeland ist man überzeugt, dass sie von Lawson stammen. Sie können ihm allerdings nicht sicher zugeschrieben werden und bei einigen ist die Zuschreibung auch falsch. So gilt Lawson beispielsweise als Architekt des Sitzungsgebäudes des Stadtrats von Dunedin. Tatsächlich wurde die Ausschreibung für den Entwurf dieses Gebäudes aber von dem Architekten T. B. Cameron gewonnen. Lawson beaufsichtigte lediglich die Bauausführung.
Die folgenden Bauwerke sind definitiv von Lawson:
- Park's School, Dunedin, (1864)

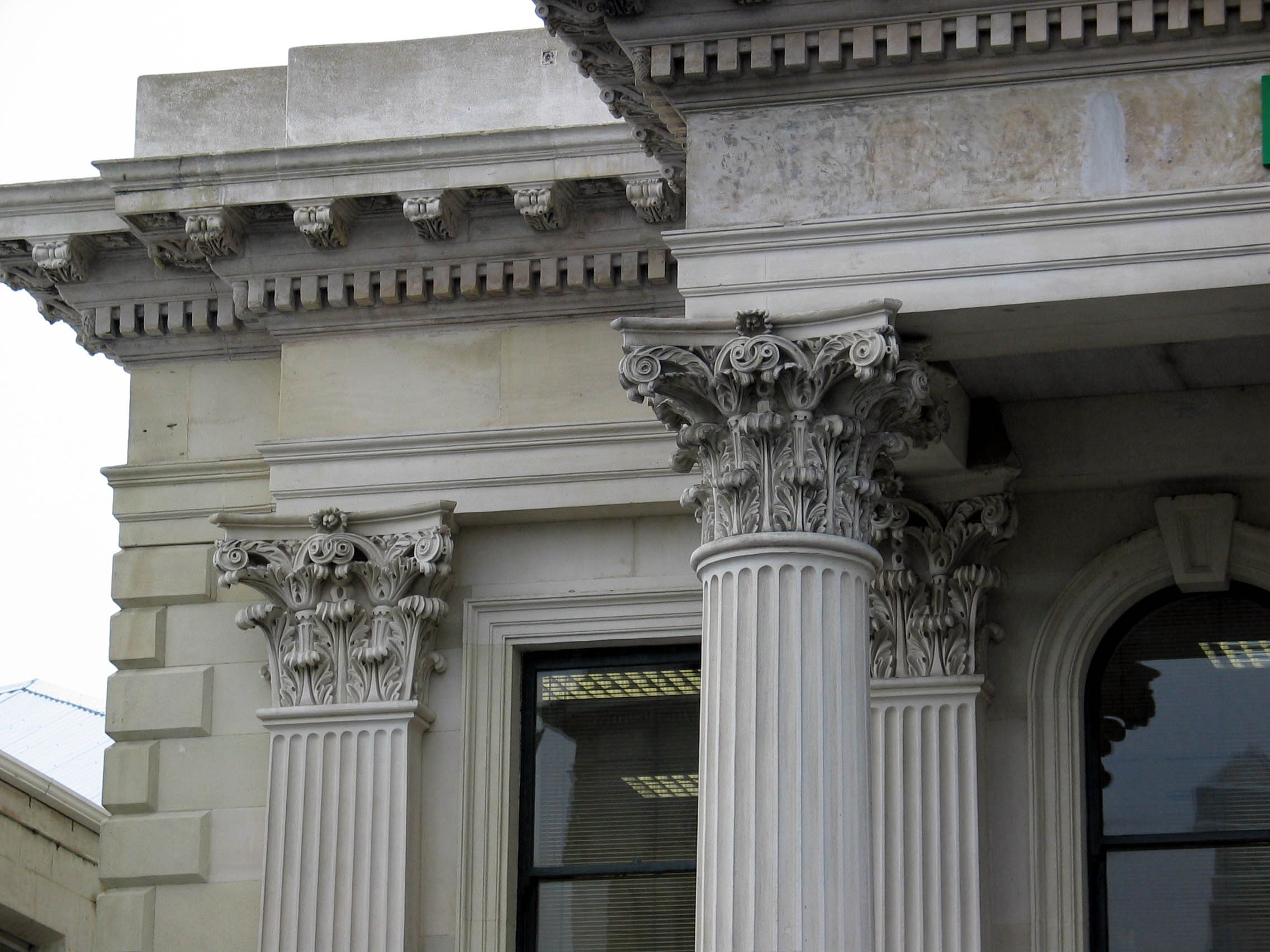
Nationalbank von Oamaru, Detailsicht

- First Church, Dunedin, (1867–1873)
- Wesleyan Church, Dunedin, (1869)
- East Taieri Presbyterian church, East Taieri[1], (1870)
- National Bank, Oamaru[2], (1871)
- Arthur Briscoe & Co. Warehouse, Dunedin, (1872)
- Larnach Castle[3], (1872–75)
- Knox Church, Dunedin[4], (1874–1876)
- Union Bank (später ANZ Bank), Princes Street, Dunedin, (1874). Das Gebäude wird heute als Nachtclub genutzt.
- Dunedin Municipal Chambers (nur Bauausführung)
- Seacliff Lunatic Asylum,[5] (1879–1884)
- Brown, Ewing Company building, Dunedin, (1880er Jahre)
- Bing Harris Company building, Dunedin, (1881)
- Bank of New South Wales, Oamaru,[6] (1883)
- Otago Boys’ High School[7], (1885)
- Tokomairiro Presbyterian Church, Milton, (1889)
- „Threave“ (Privathaus), 367 High Street, Dunedin, (1900)
- Presbyterianische Kirche, Hampden
- The Manse, Palmerston
- Alte Feuerwache, Dunedin
- Gebäude der Bank of New Zealand, Dunedin
- Opernhaus, Christchurch
- The Star and Garter Hotel, Oamaru[8]
- South District School, William Street, Dunedin, (1864)
- Postgebäude, Lawrence
- Trinity Wesleyan Church (das spätere Fortune Theatre), Dunedin, (1869)
- St Andrew's Presbyterian Church, St. Andrew
- Gebäude Union Bank of Australasia, Dunedin, (1874)
- Earlsbrae Hall, Essendon, Victoria[9], (1890)